# عربصاليم (النبطية)
عربصاليم  هي إحدى القرى اللبنانية من قرى قضاء النبطية في محافظة النبطية.

## الموقع
تحتل بلدة عربصاليم مكانةً مميزةً بين أترابها من قرى الجوار، فهي الابنة البكر لنهر الزهراني المتدفق من أسفلها، وهي فاتحة قرى أقليم التفاح من جهة النبطية، كما أنها من قرى القضاء الأوائل التي جُرت المياه إليها، من قبل العلامة المجاهد الشيخ رضا فرحات في العام 1936 م، بعد أن كانت تستقي قبل حوالي مئتي عام من محلة «النقيب» حيث كانت المياه تحتجز بواسطة صخرة كبيرة في وسطها جرن. فيقصدها الأهالي ويملأون جرارهم منها.
تنتشر منازل عربصاليم بانحدار على سلسلة روابٍ متقاربة تطل على جزء من قرى النبطية وعلى البحر في آن، فترتفع عنه أكثر من 600 م وتبعد عن مدينة النبطية 11 كلم، وعن العاصمة بيروت 87 كلم. مساحتها العقارية 5500 دونم. تشتهر بزراعة نصوب الزيتون في المرتبة الأولى. وقد نفذ الفكرة كل من عبد الرضا نور الدين ومحمد علي حنجول في أواخر الخمسينيات.
يمر في أراضي عربصاليم جداول «السد» و«الخرخار» وهما من متفرعات نهر الزهراني وينبعان من نبع الطاسة. و«الخرخار» نهر رقراق يعج بالزوار في فصل الصيف لوفرة مياهه وضفافه الواسعة الهادئة، التي تسمح بالتنزه بين أشجاره الكثيرة والمتنوعة كالصنوبر والجوز. بحتضن بلدة عربصاليم «الجبل الرفيع» الذي يقع شرق البلدة وهو يلفها من أولها إلى آخرها.

## السكان-
أبناء عربصاليم من السباقين إلى العمل الوطني ذي النفس القومي، إذ كان العديد منهم يعملون في فلسطين قبل الاحتلال وعاشوا معاناة أبنائها، وآمنوا بعدالة القضية بعد احتلالها من قبل الصهاينة في العام 1948 م. ولا عجب أن نراهم من أوائل من احتضن وناصر الثورة الفلسطينية وعملوا على دعمها منذ انطلاقتها، وقد كان لحركة «فتح» جمهورٌ كبيرٌ في صفوف أبناء البلدة خلال السبعينيات وكانو من سباقين في انخراط بالمقاومة البنانيه منذ اسسها الامام المغيب السيد موسى الصدر
عدد سكان البلدة حوالى 10000 نسمة وعدد ناخبيها 4000 (لوائح الشطب لعام 2010 م). عدد الوحدات السكنية 1000 وحدة. وثمة نسبة 20% من أبناء البلدة يعملون في دول الخليج وخصوصاً الكويت منذ فترة الخمسينيات.

## التسمية
عربصاليم الاسم مشتق لغوياً من الصلم والصلمة، والواحد صاليم، أي الرجل الشديد، ومعنى الاسم العرب الأشداء. وقد يكون معنى عربصاليم عبر النبي «صاليم» وهو نبي أو وليّ كان له مقام أثري في البلدة ودار فسيحة أمام المقام، وكان في هذه الدار ثلاثة ضرائح للشيخ محمد أمين شمس الدين والشيخ عبد الله شمس الدين جد العلامة عبد الكريم شمس الدين، وضريح الحاج محمود فرحات والد العلامة المجاهد الشيخ رضا فرحات وجد العلامة الشيخ محمد فرحات والعلامة الشيخ محمود فرحات وقد بني على أنقاضه جامع البلدة بعد زلزال العام 1956 م.

## آثارُها
تعود الآثار المتبقية في البلدة للعهد الروماني، كـ«جسر الست زبيدة» (الذي يربط عربصاليم بحبوش)، وحسب الرواة سُمي هذا الاسم نسبة إلى زبيدة زوجة هارون الرشيد التي أمرت ببناء قناة لجر مياه نبع الطاسة حتى الجسر، وسميت القناة باسمها كذلك الجسر فيما بعد.
كما أن هناك موقعاً يسمى «مغارة الدريدرية» عُثر فيها على أوانٍ فخارية وأسلحة من العهد الروماني، وهناك «قلعة المارد» و«ضهر حسن» وفيهما بقايا أبنية تعود إلى العهد العباسي.
يوجد في البلد مقام «النبي صاليم». وكان بجنبه دار فسيحة حوت ضرائح الشيخ محمد أمين شمس الدين والشيخ عبد الله شمس الدين جد العلامة عبد الكريم شمس الدين، وضريح الحاج محمود فرحات والد العلامة المجاهد الشيخ رضا فرحات وجد العلامة الشيخ محمد رضا فرحات والعلامة الشيخ محمود رضا فرحات، وقد بني جامع البلدة على أنقاض الدار بعد تداعيها بسبب زلزال عام 1956 حيث قام العلامة الشيخ رضا فرحات وقتها بأرسال استفتاء إلى المراجع الكبار في مدينة النجف، استفتاء حول إمكانية بناء جامع للبلدة على انقاض قبر الولي بعد تهدمهِ وجاء الرد بالموافقة والتشجيع على البناء

## الحالة العلمية والاجتماعية والثقافية
تنبه أهل عربصاليم وعائلاتها إلى اهمية العلم للمستقبل فسعوا إلى تعليم أبنائهم وايصالهم إلى أعلى درجات العلم، فأرسلوا أبنائهم إلى الجامعات في لبنان في كل الاختصاصات وإلى الخارج لدول عديدة مثل الجمهورية الإسلامية الإيرانيّة، العراق وروسيا وبريطانيا وأوكرانيا وأميركا فدرسوا في جميع المجالات كالطب والهندسة والكهرباء والاتصالات وعلوم الاجتماع

## المدارس
قام بالتدريس في كتاتيب البلدة في مطلع القرن العشرين الشيخ علي مغنية، وكذلك السيد عبد الله نور الدين وكانا يدرسان القرآن ومبادئ اللغة والحساب. ودرّس أيضاً الشيخ علي الحر الذي كان يأتي من بلدته جباع. وافتتحت المدرسة الرسمية في مطلع الثلاثينيات، إذ قدم إلى مدرسة البلدة كل من خليل بحليس (منيارة)، كامل حاطوم (برج البراجنة)، يوسف الحجار (جزين)، أسعد ملحم (عرمتى)، سامي صباح (النبطية)، أحمد غربية (النبطية)، أدهم سويد وذلك حتى فترة الخمسينيات.
في العام الدراسي 1957/1958 م استلم الأستاذ عبد الرضا عبد الله نور الدين من أبناء البلدة معلماً أول (بمثابة مدير) وكان معه كل من مصطفى مغنية، رضا نظر، زينب مقلد، عبد الهادي نور الدين، وكانت المدرسة في غرف مستأجرة وقد بقي الأستاذ عبد الرضا في الإدارة لغاية العام 1992 م، ثم استلم الإدارة بعده المدير الحالي الأستاذ عفيف نور الدين. وكانت أول دفعة سرتفيكا في العام الدراسي 1958/1959 م وأول دفعة من صف البريفه في العام الدراسي 1964/1965 م، في العام 1981 م بنى الأهالي مدرسة مستقلة حديثة.

## المجلس البلدي
تأسس أول مجلس بلدي في عربصاليم سنة 1961 وكان مؤلفاً مــن ســبــعــة، أعـــضـــاء برئاسة محمد موسى حسن (أبو عفيف) وفـــي الــعــام 1998 وبعد غياب قسري للبلديات لعشرات السنين تم انتخاب ثاني مجلس بلدي فــي عربصاليم من خمسة عشر عضواً برئاسة الحج عبد الأمير فرحات، ثم تم انتخاب المجلس البلدي في العام 2004 برئاسة علي محمد الحطاب ويضم 15 عضواًومن ثم في عام 2010 انتخاب المجلس البلدي برئاسة محمود امين حسن، وفي عربصاليم ثلاثة مخاتير.أبناء عربصاليم من السباقين إلى العمل الوطني، قدّمت عربصاليم الكثير من الشّهداء للوطن واظهر اهلها صموداً وعزة أثناء الاحتلال الإسرائيلي واعتداءاته علي البلدة..

## الحفاظ على البيئة
شهدت البلدة مجموعة من الأنشطة التي أظهر فيها سكان البلدة درجات عالية من الوعي البيئي، كجمعية نداء الأرض التي تهتم بالحفاظ على البيئة من خلال فرز وإعادة تدوير النفايات، مصنع ميريكو للطاقة الشمسية، وأوّل نادي للدراجات الهوائيّة في جنوب لبنان. وربما دفعهم إلى هذه الاهتمامات وجود طبيعة خلابة ورغبة ناشئة عن وعي ديني وإنساني بالحفاظ على جمالها